# Paramenophia platysoma
Paramenophia platysoma är en kräftdjursart som först beskrevs av Thompson och Scott 1903.  Paramenophia platysoma ingår i släktet Paramenophia och familjen Thalestridae. Inga underarter finns listade i Catalogue of Life.